# Julia Shaw
 (novembre 2016).
Pour les articles homonymes, voir Shaw.
Julia Shaw, née en 1987 à Cologne, en Allemagne, est une psychologue germano-canadienne et conférencière en criminologie à l'Université de South Bank de Londres.

## Biographie
Julia Shaw est née à Cologne, en Allemagne, mais a grandi au Canada. Elle y a étudié la psychologie à l'Université Simon Fraser et a terminé ses études avec un baccalauréat. Par la suite, elle s'est installée aux Pays-Bas pour poursuivre une maîtrise en psychologie et en droit à l'université de Maastricht. De retour au Canada, elle poursuit ses études à l'université de Colombie-Britannique et obtient un doctorat en psychologie. Après avoir travaillé comme conférencière à l'université de Waterloo et à l'université de Colombie-Britannique elle déménage en 2013 au Royaume-Uni pour occuper un poste de conférencière en psychologie médico-légale à l'université du Bedforshire. En 2015, elle devient conférencière en criminologie à l'Université de South Bank de Londres.
Elle étudie entre autres sujets de recherche les faux souvenirs et a publié en 2015 avec Stephen Porter une étude dans laquelle elle a su convaincre 70 % des participants de se rappeler un crime qu'ils n'avaient pas commis,,,,,,,,.
Julia Shaw écrit régulièrement sur le blog MIND du Scientific American et a publié en 2016  son premier livre intitulé The Memory Illusion. Elle démontre dans ses travaux pour la première fois de manière expérimentale la facilité avec laquelle de faux souvenirs peuvent être fabriqués et induits durant les interrogatoires.